# Guerra de Abjasia (1992-1993)
La guerra en Abjasia de 1992 a 1993 se libró principalmente entre las fuerzas del gobierno de Georgia, y las fuerzas separatistas de Abjasia, las fuerzas armadas del gobierno ruso soviético y militantes del Cáucaso norte. Gran parte de los georgianos étnicos que vivían en Abjasia lucharon del lado de las fuerzas del gobierno georgiano. Los armenios y rusos étnicos dentro de la población de Abjasia apoyaron en gran medida a los abjasios, y muchos lucharon de su lado. Los separatistas recibieron el apoyo de miles de militantes del Cáucaso norte, cosacos y de las fuerzas de la Federación Rusa estacionadas en Abjasia y cerca de ella.
El manejo de este conflicto se vio agravado por el conflicto civil en Georgia (entre los partidarios del derrocado presidente georgiano, Zviad Gamsakhurdia, en el cargo de 1991 a 1992, y el gobierno post-golpe de Estado encabezado por Eduard Shevardnadze), así como por el conflicto georgiano-osetio de 1989.
Se registraron diversas violaciones de los derechos humanos y atrocidades en ambos lados, alcanzando un punto máximo después de la batalla de Sujumi el 27 de septiembre de 1993, que (según la Organización para la Seguridad y la Cooperación en Europa) fue seguida por una campaña de limpieza étnica contra la población étnica georgiana, a gran escala. Una misión de investigación enviada por el secretario general de la ONU en octubre de 1993 informó sobre numerosas y graves violaciones de derechos humanos cometidas tanto por abjasios como por georgianos. De 13.000 a 20.000 personas de etnia georgiana y aproximadamente 3.000 abjasios fueron asesinados, más de 250.000 personas fueron desplazadas internamente o se convirtieron en refugiados y 2.000 se consideraron desaparecidos.
La guerra afectó gravemente a la Georgia postsoviética, que sufrió daños económicos, humanos y psicológicos considerables. La lucha y subsecuentes escaramuzas devastaron Abjasia.

## Guerra
La situación en la República Socialista Soviética Autónoma de Abjasia había sido tensa desde finales de los años ochenta, cuando la oposición georgiana antisoviética comenzó a exigir la independencia de la Unión Soviética. En marzo de 1989, los nacionalistas abjasios exigieron en la Declaración de Lykhny el establecimiento oficial de una República Socialista Soviética separada (basada en el precedente de la existencia de una RSS de Abjasia separada desde 1925 a 1931, que fue asociada a la RSS de Georgia). La Declaración fue firmada por el rector de la Universidad Estatal de Abjasia. Los estudiantes georgianos étnicos de la universidad anunciaron protestas, pero estas fueron prohibidas por el gobierno de Georgia. Sin embargo, los estudiantes se reunieron y fueron atacados por abjasios étnicos. El movimiento antisoviético georgiano se indignó por el evento e incluyó los reclamos de los estudiantes contra la secesión abjasia en su lista de consignas de varios miles de manifestantes georgianos en Tbilisi. En respuesta a las protestas, las tropas soviéticas fueron enviadas a Tbilisi, lo que resultó en la tragedia del 9 de abril.
Como consecuencia, los primeros enfrentamientos armados entre los representantes de las poblaciones abjasia y georgiana tuvieron lugar del 16 al 17 de julio de 1989 en Sujumi. El conflicto fue provocado por la decisión del gobierno de Georgia de convertir el sector georgiano de la Universidad Estatal de Sukhumi en una sucursal de la Universidad Estatal de Tbilisi. Los abjasios se opusieron vehementemente a la nueva universidad y la vieron como un instrumento para extender el dominio georgiano. Aunque el Soviet Supremo de la URSS llegó a la conclusión de que el gobierno de Georgia no tenía ningún derecho legal para autorizar la nueva universidad, el 15 de julio se programó un examen de ingreso. Los disturbios civiles resultantes se convirtieron rápidamente en choques que, según los informes oficiales, dieron lugar a 18 muertos y al menos 448 heridos, 302 de los cuales eran georgianos. En respuesta, se desplegaron tropas del Ministerio del Interior para sofocar los disturbios.
En julio de 1990, ya que ninguna de las partes se había sentido lo suficientemente fuerte como para forzar una resolución militar, los antagonismos georgiano-abjasio quedaron en gran medida relegados a una batalla legal, hasta que estallaron las hostilidades armadas en agosto de 1992. Durante ese tiempo, el gobierno de la Unión Soviética tenía muy pocas opciones para prevenir conflictos interétnicos, estando al borde del colapso.
Las asignaciones étnicas, o cuotas, se introdujeron antes de las elecciones de 1991 al Soviet Supremo de Abjasia, lo que resultó en una composición que no reflejaba con precisión la etnia de la población constituyente. Así, de los 65 escaños, los abjasios (17% de la población) ganaron 28; los Georgianos (45%), 26; los 11 restantes se dividieron entre otros grupos (armenios, rusos; este último comprendía el 33% de la población).

### Ofensiva Georgiana
En junio de 1992, las tensiones por la autonomía se acercaron a una etapa crítica, cuando los militantes abjasios atacaron los edificios gubernamentales en Sujumi. El 23 de julio de 1992, el gobierno de Abjasia proclamó la independencia de la región, aunque esta no fue reconocida internacionalmente. El 14 de agosto de 1992, la policía georgiana y las unidades de la Guardia Nacional fueron enviadas para restablecer el control del gobierno sobre Abjasia. Las filas de las tropas georgianas se llenaron parcialmente al "vaciar las cárceles", ya que algunos de los reclusos fueron liberados con la condición de que lucharan en Abjasia. La lucha estalló el mismo día. El 18 de agosto de 1992, el gobierno separatista huyó de Sujumi a Gudauta. Las fuerzas del gobierno de Georgia capturaron posteriormente gran parte de Abjasia.
Experiencia del día que comenzó la guerra de Olga V., habitante de Abjasia de 24 años:

La primavera de 1992... Nuestros vecinos Vajtang y Gunala, él georgiano, abjasia ella, vendieron la casa y los muebles y se disponían a marcharse. Vinieron a casa a despedirse. «Si tenéis familiares en Rusia, marchaos allí», nos aconsejaron: «Pronto estallará la guerra». No les creímos. (...) Un día, (...) fuimos al mercado en autobús y una vecina nuestra viajaba sentada junto a nosotras con su hijo... El niño iba jugando muy tranquilo hasta que comenzó a llorar de repente, a gritos, como si alguien lo hubiera asustado. Su madre preguntó: «¿Están disparando?¿Escucháis los disparos?»¡Una pregunta insensata! El autobús llegó al bazar y vimos una multitud corriendo despavorida (...) ¡Y aquel barullo! No era el grito de una persona: ¡era el rugido de una multitud! Y aquellos hombres armados, pero vestidos de paisano, que daban alcance a las mujeres que corrían y les arrancaban los bolsos, todo lo que llevaban encima... «Dame esto»... «Quítate esto»... «¿Qué son?¿Presidiarios?», me preguntó mamá en susurro. Al bajar del autobús nos dimos de bruces con un grupo de soldados rusos. «¿Qué está pasando aquí?», les preguntó mamá. «¿Es que no lo ve? ¡Es la guerra!», le contestó el teniente.
Olga V. 24 años. Fragmento del libro el fin del «Homo soviéticus» escrito por la periodista Svetlana Aleksiévich

El 22 de agosto de 1992, la Confederación de Pueblos de Montaña del Cáucaso publicó un decreto de su presidente Musa Shanibov y el presidente del parlamento Iysuph Soslanbekov:

Mapa de hostilidades en agosto - octubre 1992

"Al no haber otra vía para retirar el ejército de ocupantes georgianos del territorio de la soberanía de Abjasia y para implementar la resolución de la 10.ª Sesión de la CMPC, ordenamos:
1. Toda la sede de la Confederación debe enviar voluntarios al territorio de Abjasia para aplastar militarmente al agresor.
2. Todas las formaciones militares de la Confederación tienen que llevar a cabo acciones militares contra las fuerzas que se oponen a ellas y tratar de llegar al territorio de Abjasia por cualquier método.
3. Declarar Tbilisi como zona de desastre. Usando todos los métodos, incluidos los actos terroristas.
4. Declarar como rehenes a todas las personas de etnia georgiana en el territorio de la Confederación.
5. Todo tipo de cargamentos dirigidos a Georgia serán detenidos"[28]

El 25 de agosto, Giorgi Karkarashvili, el comandante militar georgiano, anunció por televisión que las fuerzas georgianas no tomarían ningún prisionero de guerra. Prometió que no se haría daño a los residentes pacíficos de Abjasia y que se realizarían conversaciones de paz. Advirtió a los separatistas que si las conversaciones de paz no tenían éxito, los 97.000 abjasios étnicos restantes, que apoyaban a Ardzinba, perecerían. Karkarashvili más tarde supuestamente amenazó al político abjasio, Vladislav Ardzinba, de no tomar ninguna acción que dejara a la nación abjasia sin descendientes y, por lo tanto, asignó personalmente la responsabilidad de futuras muertes a Ardzinba. Más tarde, su discurso fue utilizado por los separatistas como propaganda y para justificar sus propias acciones.
En ambos bandos se produjeron campañas de limpieza étnica acompañada de atrocidades, con los abjasios desplazados del territorio de Georgia y viceversa. Todas las partes en Abjasia cometieron muchos abusos contra los derechos humanos, principalmente saqueos, pillaje y otros actos ilegales, junto con la toma de rehenes y otras violaciones de los derechos humanos.
El 26 de agosto, chechenos armados que luchaban por Abjasia capturaron a Valery Maliuk de Eshera, por haber expresado simpatía por los georgianos. El mismo día violaron a adolescentes georgianos y, junto con los militantes abjasios, cometieron atrocidades contra civiles georgianos en la aldea de Ordzhonikidze.
Después de tomar Sujumi, las fuerzas georgianas (incluidos los paramilitares de Mjedrioni) se involucraron en "saqueos, pllajes, asaltos y asesinatos viciosos y de base étnica". Además de los saqueos, los monumentos culturales abjasios fueron destruidos de una manera que, según algunos informes, sugiere una orientación deliberada. Se saquearon edificios universitarios y se rompieron museos y otras colecciones culturales. Los insustituibles archivos nacionales abjasios fueron quemados por las tropas georgianas, según informes, los bomberos locales no intentaron apagar el incendio. Una familia de refugiados abjasios de Sujumi afirmó que tropas borrachas de Georgia irrumpieron en su apartamento disparando armas automáticas y les dijeron "que abandonen Sujumi para siempre, porque Sujumi es georgiano". Según la familia, los soldados georgianos robaron joyas, asaltaron al marido y luego los arrojaron a la calle. Los mismos testigos informaron haber visto a civiles abjasios muertos, entre ellos mujeres y ancianos, dispersos en las calles, a pesar de que la lucha había terminado días antes.
Al final de esta etapa del conflicto, el ejército georgiano había tomado la mayor parte de Abjasia. Los bolsillos de las fuerzas abjasias fueron asediados en partes del distrito de Ochamchira y Tkvarcheli, mientras que en Gudauta fueron atrapados entre las tropas georgianas en Gagra y Sujumi.

### Caída de Gagra

Mapa de operaciones militares en octubre de 1992 - julio de 1993

El 3 de septiembre de 1992, se negoció un alto el fuego en Moscú. Según el acuerdo, las fuerzas georgianas estaban obligadas a retirarse del distrito de Gagra. La parte georgiana llevó a cabo la implementación del acuerdo y dejó sus posiciones. El alto el fuego pronto fue violado por el lado abjasio. Miles de paramilitares voluntarios, principalmente chechenos y cosacos de la Confederación de Pueblos de las Montañas del Cáucaso (CMPC) y del ejército abjasio, equipados con tanques T-72, lanzadores de cohetes BM-21 Grad, aviones de ataque Sukhoi Su-25 y helicópteros. Georgia acusó a Rusia de suministrar este equipo, ya que no había sido utilizado anteriormente por los abjasios. Las fuerzas abjasias y CMPC atacaron la ciudad de Gagra el 1 de octubre. La pequeña fuerza georgiana que quedaba en la ciudad defendió brevemente a Gagra antes de retirarse, luego se reagrupó y recapturó la ciudad. Las fuerzas abjasias y CMPC se reconsolidaron y lanzaron otro ataque, capturando a Gagra el 2 de octubre. La marina rusa comenzó a bloquear el puerto marítimo cerca de Gagra. Los buques de guerra: "SKP-Bezukoriznenniy", "KIL-25", "BTH-38", "BM-66", "Golovin", "Aterrizaje 345", "Aviation 529" ("SU-25", "SU -27 ")," MI- y Anti-Aircraft 643 ". Los regimientos fueron comandados por el primer viceministro de Defensa de la Federación de Rusia, G. Kolesnikov, que participó en la ocupación de Gagra. El petrolero ruso "Don" entregó 420 toneladas de combustible a Gudauta, bajo control separatista.
Miles de soldados y civiles georgianos huyeron al norte y entraron en Rusia antes de ser transportados a Georgia. Con la conquista abjasia de Gagra, los que quedaron fueron expulsados por la fuerza, y un total de 429 fueron asesinados.
Las fuerzas abjasias, apoyadas por la presencia militar rusa en la región, ahora tenían el control sobre Gagra, Gudauta (donde permanece una antigua base militar rusa) y Tkvarcheli, y se acercaron rápidamente a Sukhumi. Los georgianos expulsados huyeron a Rusia a través de la frontera terrestre o fueron evacuados por la Armada Rusa.
Experiencia del día que debió marchar como refugiada de Olga V., habitante de Abjasia de 24 años:

Vendimos todos los objetos de valor que poseíamos: el televisor, la pitillera de oro de papá que guardábamos como una reliquia, mi crucifijo dorado... Habíamos decidido abandonar Sujumi y para lograrlo teníamos que pagar sobornos. Sobornar a militares y policías. (...) Los trenes habían dejado de circular y hacía mucho que habían zarpado los últimos barcos con sus bodegas y puentes atestados de refugiados, como sardinas en lata. El dinero nos alcanzó para comprar un solo billete. Un billete de ida solo a Moscú. (...) Yo no quería marcharme... No quería dejar atrás a mamá... ¡No! Mi madre me arrancó de sus brazos y me empujó para que me metiera en el avión. «Pero ¿a dónde voy mamá?», le preguntaba yo. Y ella me respondía: «Vas a casa, porque vas a Rusia». ¡Moscú! Pasé dos semanas enteras en una estación de ferrocarriles de Moscú. Miles de personas llegadas como yo a la capital encontraron alojamiento en las estaciones (...) Familias enteras con sus niños y ancianos. Personas de Armenia, de Tayikistán, de Bakú...
Olga V. 24 años. Fragmento del libro el fin del «Homo soviéticus»escrito por la periodista Svetlana Aleksiévich

### Ofensiva abjasia en Eshera, Gulripshi, Kamani y Shroma
Las aldeas a lo largo del río Gumista (al norte y al este de Sujumi) como Achadara, Kamani y Shroma, que estaban pobladas por georgianos étnicos, se convirtieron en un área de importancia estratégica, que permitió a las unidades motorizadas llegar a Sujumi, la capital de Abjasia. Después de un intento fallido de asaltar a Sujumi desde el oeste, las formaciones abjasias y sus aliados desviaron su ofensiva a los frentes norte y este de Sujumi. El 2 de julio de 1993, bajo directivas militares rusas y apoyo naval, los abjasios y sus aliados (Confederación de Pueblos de las Montañas del Cáucaso) atacaron las aldeas en el río Gumista. El lado georgiano no esperaba ninguna ofensiva del lado norte u este del distrito de Sujumi. Las fuerzas georgianas sufrieron grandes pérdidas (hasta 500 muertos a una hora del ataque). El 5 de julio de 1993, abjasios, batallón Bagramian, destacamentos rusos y del norte de Cáucaso asaltaron las aldeas de Akhalsheni, Guma y Shroma del distrito de Sukhumi. La última ofensiva tuvo lugar el 9 de julio, en el pueblo de Kamani. Kamani era un pueblo svan (grupo subétnico de origen georgiano), que también incluía una iglesia ortodoxa (llamada así por San Jorge) y un convento. Durante la ofensiva se ha denunció una masacre de la población civil (masacre de Kamani).

### Bombardeo y asedio de Sujumi
En diciembre de 1992, las tropas abjasias comenzaron el bombardeo de Sujumi, bajo control georgiano. El 4 de marzo de 1993, Eduard Shevardnadze, jefe del Consejo de Estado de Georgia, llegó a la capital de la región para tomar el control de las operaciones defensivas de la ciudad. El ministro de Economía, Beslan Kobakhia, llegó a Sujumi durante las negociaciones con Goga Khaindrava. Según Kobakhia, el líder separatista Ardzinba renunciaría si Shevardnadze haría lo mismo. No aprobó el vandalismo en Gagra y observó que Abjasia nunca declaró oficialmente su intención de separarse de Georgia. Como comandante en jefe de las Fuerzas Militares de Georgia, Eduard Shevardnadze emitió la orden "medidas para la defensa de Ochamchira y las regiones de Sujumi" que decía: "Formaciones militares de diferentes nacionalidades se están concentrando en el área de Gudauta y Gumista. Tenemos información que las fuerzas tienen el serio objetivo de apoderarse de Sujumi y provocar el caos y la agitación en toda Georgia ". El 10 de febrero, Shevardnadze nombró a Guram Gabiskiria alcalde de Sujumi. Mientras tanto, el Parlamento georgiano hizo una declaración oficial culpando a Rusia de agresión contra Georgia y exigiendo la retirada de todas las fuerzas militares rusas del territorio de Abjasia.

Mapa de operaciones militares en julio - octubre de 1993

El 16 de marzo de 1993, entre las 6 y 9 de la mañana, las fuerzas abjasias y de la Confederación lanzaron un ataque a gran escala contra Sujumi que causó una destrucción masiva y un gran número de víctimas entre los civiles. A las dos de la madrugada, la parte abjasia inició bombardeos de artillería de posiciones georgianas en el río Gumista y Sujumi. Más tarde, varios aviones rusos Su-25 atacaron a Sujumi durante la mañana del día siguiente. Un destacamento especial ruso dirigió la operación seguida por combatientes abjasios y voluntarios de CMPC. Cruzaron el río Gumista y tomaron parte de Achadara, pero las fuerzas georgianas lograron frenar su avance.
El 14 de mayo se firmó un alto el fuego de corta duración. El 2 de julio, un barco de la marina rusa desembarcó hasta 600 "desantes" de la marina: las tropas aerotransportadas rusas cerca de Tamishi, y se enfrentaron en una feroz batalla con las tropas georgianas. La batalla fue una de las más sangrientas de la guerra, con varios cientos de muertos y heridos en ambos bandos. A pesar de los contratiempos iniciales, las fuerzas georgianas lograron recuperar sus posiciones. En julio, destacamentos rusos, militares abjasios y voluntarios de CMPC capturaron las aldeas de Akhalsheni, Guma y Shroma de la región de Sukhumi. La lucha más feroz fue en la aldea de Kamani, defendida por la Guardia Nacional de Georgia y los batallones de voluntarios armados de Georgia. Después de varias horas de combate, el pueblo cayó.
Para entonces, los separatistas abjasios ocuparon casi todas las alturas estratégicas y comenzaron a sitiar a Sujumi. Poco después, el presidente del Consejo Georgiano de Defensa de Abjasia, Tamaz Nadareishvili, renunció debido a problemas de salud y fue sucedido por un miembro del Parlamento georgiano Zhiuli Shartava.
El 15 de agosto de 1993, Grecia llevó a cabo una operación humanitaria, la Operación Vellocino de Oro, que evacuó a 1.015 griegos que habían decidido huir de Abjasia, asolada por la guerra. De modo parecido, 170 Estonios en Abjasia fueron evacuados en tres vuelos por la República de Estonia en 1992 (según otra fuente, alrededor de 400 estonios huyeron a Estonia durante la guerra).

### Caída de Sujumi

Mapa de operaciones militares de octubre a diciembre de 1993.

Otro alto el fuego mediado por los rusos se acordó en Sochi el 27 de julio y duró hasta el 16 de septiembre, cuando los separatistas abjasios violaron el acuerdo (citando el incumplimiento de Georgia de los términos del acuerdo) y lanzaron una ofensiva a gran escala contra Sujumi. Durante el sitio, MiG-29 rusos lanzaron bombas termobáricas en los distritos residenciales georgianos en Sujumi y en las aldeas georgianas a lo largo del río Gumista. El periodista ruso Dmitri Jólodov permaneció en Sujumi antes de que cayera, e informó que la ciudad fue bombardeada repetidamente por las fuerzas rusas, causando grandes bajas civiles.
Después de una feroz batalla, Sujumi cayó el 27 de septiembre. Shevardnadze apeló a la población de Sujumi por radio:

Queridos amigos, ¡Ciudadanos de Sujumi y Georgia! Georgia se enfrenta a los días más difíciles, especialmente Sujumi. Separatistas e invasores extranjeros entraron en la ciudad. Estoy orgulloso de su coraje... Separatistas y oportunistas serán juzgados por la historia... No quieren que los georgianos vivan en esta ciudad georgiana. Muchos de ellos sueñan con repetir la tragedia de Gagra aquí... Sé que entienden el desafío al que nos enfrentamos. Sé lo difícil que es la situación. Muchas personas abandonaron la ciudad, pero ustedes permanecen aquí para Sujumi y para Georgia... Les llamo a ustedes, ciudadanos de Sujumi, combatientes, oficiales y generales: entiendo las dificultades de estar en su posición ahora, pero no tenemos derecho a dar un paso atrás, todos tenemos que mantener nuestro territorio. Tenemos que fortificar la ciudad y salvar a Sujumi. Me gustaría decirles que todos nosotros: el Gobierno de Abjasia, el Gabinete de Ministros, el Sr. Zhiuli Shartava, sus colegas, la ciudad y el gobierno regional de Sujumi, estamos preparados para la acción. El enemigo es consciente de nuestra disposición, por eso lucha de la manera más brutal para destruir a nuestro querido Sujumi. Les pido que mantengan la paz, la tenacidad y el autocontrol. Tenemos que encontrarnos con el enemigo en nuestras calles como se lo merecen.
Shevardnadze

Después de la captura abjasia de la ciudad, se cometió una de las mayores masacres de la guerra contra los civiles georgianos restantes y atrapados en la ciudad. Casi todos los miembros del gobierno abjasio respaldado por Georgia, que se negaron a abandonar la ciudad, incluidos Guram Gabiskiria, Raul Eshba y Zhiuli Shartava, fueron asesinados.
Los informes de 1994 del Departamento de Estado de los Estados Unidos también describen escenas de abusos masivos contra los derechos humanos:
Las fuerzas separatistas abjasias cometieron atrocidades generalizadas contra la población civil georgiana, matando a muchas mujeres, niños y ancianos, capturando a algunos como rehenes y torturando a otros... También mataron a un gran número de civiles georgianos, quienes permanecieron en el territorio controlado por los abjasios... Los separatistas lanzaron un reinado de terror contra la mayoría de la población georgiana, aunque otras nacionalidades también sufrieron. Los chechenos y otros caucásicos del norte de la Federación Rusa se unieron a las tropas abjasias locales en la comisión de atrocidades ... Aquellos que huían de Abjasia hicieron afirmaciones altamente creíbles de atrocidades, incluyendo el asesinato de civiles sin importar la edad o el sexo. Los cadáveres recuperados del territorio de Abjasia mostraron signos de tortura (la evidencia disponible para Human Rights Watch respalda los hallazgos del Departamento de Estado de EE. UU.).
Eduard Shevardnadze dejó la ciudad escapando por poco de la muerte. Pronto las fuerzas abjasias y los confederados invadieron todo el territorio de Abjasia, pero el valle de Kodori permaneció en manos georgianas. La derrota total de las fuerzas georgianas fue acompañada por la limpieza étnica de la población georgiana. Como resultado de la guerra, más de 250 000 personas (principalmente georgianos, también griegos y otros) huyeron de Abjasia o fueron expulsados. En septiembre de 1994, varios informes indicaron enfrentamientos étnicos entre abjasios y armenios, una parte importante de los cuales apoyaron a los primeros durante la guerra. Los militantes chechenos de la CMPC más tarde abandonaron Abjasia para participar en la primera guerra chechena con Rusia
| “ | Cuando los abjasios entraron en mi casa, nos llevaron a mí y a mi hijo de siete años afuera. Después de obligarnos a arrodillarnos, se llevaron a mi hijo y le dispararon justo delante de mí. Después, me agarraron del pelo y me llevaron al pozo cercano. Un soldado abjasio me obligó a mirar hacia abajo, y allí vi a un hombre más joven y a una pareja de mujeres ancianas, que estaban de pie desnudas en el agua. Estaban gritando y llorando, mientras los abjasios arrojaban cadáveres sobre ellos. Luego lanzaron una granada y colocaron a más personas dentro. Me obligaron a arrodillarme de nuevo frente a los cadáveres. Uno de los soldados tomó su cuchillo y sacó el ojo de uno de los muertos cerca de mí. Luego comenzó a frotarme los labios y la cara con ese ojo decapitado. No pude aguantarlo más y me desmayé. Me dejaron allí en pila de cadáveres. | ” |

En la fase final de la batalla de Sujumi, las fuerzas abjasias derribaron a tres aviones civiles georgianos que pertenecían a Transair Georgia, matando a 136 personas (algunos de los cuales eran soldados georgianos, según fuentes rusas).
Un gran número (unos 5.000) de civiles y militares georgianos fueron evacuados por barcos rusos durante las últimas horas de la batalla.

### Éxodo de refugiados
Después de la caída de Sujumi, miles de refugiados comenzaron a huir de las regiones de Gali, Ochamchira y Sujumi. La difícil situación de los refugiados se volvió mortal debido a la nieve y el frío en el camino en el valle de Kodori. Las autoridades georgianas no pudieron evacuar a todos los civiles restantes (anteriormente, muchas personas fueron evacuadas de Sujumi por la marina rusa y por medio de aviones y buques de carga a Ucrania). . Los refugiados comenzaron a moverse a través del desfiladero de Kodori a pie, sin pasar por la región de Gali, que estaba bloqueada por el avance de las fuerzas separatistas abjasias. El cruce a pie de la garganta de Kodori se convirtió en otra trampa mortal para los desplazados internos que huían. La mayoría de las personas, que no sobrevivieron al cruce, murieron por el frío o inanición. Los sobrevivientes, que llegaron a las montañas Svan, fueron asaltados por grupos criminales locales. Uno de los supervivientes recuerda el cruce:
| “ | Estaban matando a todos los que eran georgianos. Cada carretera estaba bloqueada. Solo había una salida, a través de las montañas. Fue terrible y horrible, nadie sabía dónde terminaba o qué pasaría en el camino. Había niños, mujeres y ancianos. Todos marchaban sin saber hacia dónde se dirigían. Teníamos frío, hambre, no había agua ... Marchamos todo el día. Al final del día estábamos cansados y no podíamos continuar. Pero descansar, significaba morir, así que marchamos y marchamos. Una mujer cerca de mí no lo logró, había muerto. Mientras marchábamos, vimos gente congelada y muerta, aparentemente se detuvieron para un descanso y fue su final. El camino nunca terminó, parecía que moriríamos en cualquier momento. Una joven, que marchó a mi lado desde Sujumi, estaba embarazada. Ella dio a luz a su bebé en las montañas. El niño murió el tercer día de nuestra marcha. Ella se separó de nosotros y nunca la volvimos a ver. Finalmente llegamos a los pueblos svan. Solo mujeres y niños podían entrar en sus chozas. Los autobuses llegaron más tarde ese día. Luego nos llevaron a Zugdidi. | ” |

Según la Comisión de Relaciones Exteriores y Relaciones Internacionales del Departamento de Estado de los Estados Unidos, 104 ° Congreso, 1 ° período de sesiones, Informes de países sobre prácticas de derechos humanos para 1994, en 815 (Joint Comm. Print 1995), los separatistas abjasios victoriosos "pasaron por alto" "ciudades con listas preparadas y direcciones de etnias georgianas, saqueadas y quemadas casas y ejecutados civiles designados". Los georgianos fueron atacados específicamente, pero todos los no abjasios sufrieron.

### Campaña de limpieza étnica

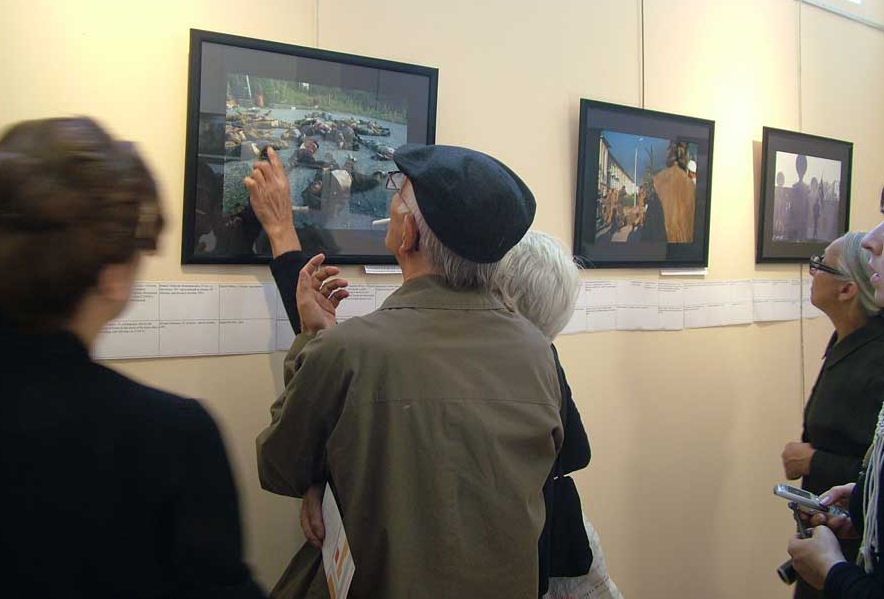
El 12 ° aniversario de la limpieza étnica en Abjasia, que se celebró en Tbilisi en 2005. Uno de los visitantes de la galería reconoció a su hijo muerto en la fotografía.

La limpieza étnica y las masacres de georgianos han sido oficialmente reconocidas por los convenios de la Organización para la Seguridad y la Cooperación en Europa (OSCE) en 1994, 1996 y nuevamente en 1997 durante las cumbres de Budapest, Estambul y Lisboa y condenaron a los "perpetradores de crímenes de guerra". cometidos durante el conflicto ". El 15 de mayo de 2008, la Asamblea General de las Naciones Unidas adoptó (por 14 votos a favor, 11 en contra y 105 abstenciones) la resolución A / RES / 62/249 en la que" enfatiza la importancia de preservar los derechos de propiedad de los refugiados ". y los desplazados internos de Abjasia, Georgia, incluidas las víctimas de la "limpieza étnica" denunciada, y exhorta a todos los Estados Miembros a disuadir a las personas que se encuentran bajo su jurisdicción de obtener propiedades en el territorio de Abjasia, Georgia, en violación de los derechos de los retornados ".
La ex residente del distrito de Ochamchire, Leila Goletiani, quien fue tomada prisionera por los separatistas abjasios, dio el siguiente relato de su cautiverio al director de cine ruso Andrei Nekrasov:

Viví en Abjasia hace 15 años, en la pequeña ciudad de Akhaldaba, distrito de Ochamchire. Abjasia atacó nuestra aldea el 16 de septiembre de 1993. Era imposible esconderse de las balas que llovían sobre nosotros. ... Los cosacos rusos se me acercaron y comenzaron a golpearme. Uno de estos cosacos rusos se me acercó y me preguntó si alguna vez había tenido relaciones sexuales con un cosaco. Me agarró y trató de quitarme la ropa, después de lo cual comencé a resistirme, pero me golpearon la cabeza contra el suelo y comenzaron a golpearme con culatas de AK-47. Mientras me golpeaban por todo el cuerpo, me gritaron: "Te mataremos, pero lo haremos lentamente". Luego me llevaron a una escuela abjasia donde tenían prisioneros civiles georgianos. Allí solo había georgianos, mujeres, niños y hombres. Había algunas mujeres que estaban embarazadas y niños de diferentes edades. El batallón de cosacos seguía llegando regularmente. Se llevaron niñas y niños pequeños y los violaron sistemáticamente. Estos eran niños de 10, 12, 13 y 14 años. Fueron especialmente dirigidos a niños. Una de las chicas de allí tenía 8 años. Fue tomada por diferentes grupos de estos cosacos y fue violada en numerosas ocasiones. No sé cómo logró sobrevivir después de tantas violaciones, pero no quiero mencionar su nombre para proteger su identidad. También tomaron mujeres, pero más tarde comenzaron a tomar mujeres ancianas. Violaron a estas ancianas de la manera que no quiero entrar en detalles... fue horrible.
Andrei Nekrasov

### Rol de Rusia en el conflicto
Aunque Rusia afirmó oficialmente su neutralidad durante la guerra en Abjazia, los oficiales militares y políticos rusos estuvieron involucrados en el conflicto de varias maneras. El mercado de guerra de Rusia fue la principal fuente de armas para ambas partes en conflicto, apoyó extraoficialmente a la parte abjasia y a Georgia. Finalmente Rusia llevó a cabo algunas operaciones en Abjasia.
Las armas rusas utilizadas por Georgia se transfirieron a ella en virtud de acuerdos bilaterales con Rusia e incluían los principales tanques, vehículos blindados de personal, artillería pesada y morteros pesados. Toda la división de rifles motorizados Ajaltsije fue entregada a Georgia el 22 de septiembre de 1992. Las fuerzas paramilitares georgianas irregulares capturaron algunas armas en las bases del ejército ruso en Ajalkalaki, Batumi, Poti y Vaziani. Después de varios ataques, los soviéticos declararon que defendería sus bases con fuerza.
Antes del estallido de la guerra, los líderes abjasios organizaron el redespliegue de un batallón aerotransportado ruso desde los estados bálticos a Sujumi. Según la historiadora rusa Svetlana Mikhailovna Chervonnaya, varios militares rusos también llegaron a Abjasia como "turistas" durante ese verano: "La carga principal en la preparación de los eventos abjasios fue entregada al personal de la antigua KGB. Casi todos ellos consiguieron citas en Abjasia al amparo de establecimientos neutrales, que no tenían nada que ver con sus actividades reales. Para distraer la atención, se recurrió a varios trucos, como el intercambio privado de apartamentos, o la necesidad de cambiar el lugar de trabajo a Abjaia debido a un repentino deterioro de la salud."
Según otro experto ruso, Evgeni Kozhokin, director del Instituto Ruso de Estudios Estratégicos, antes del estallido de las hostilidades, los guardias abjasios habían recibido armamento del 643.º regimiento de misiles antiaéreos y de una unidad militar estacionada en Gudauta. Los abjasios tenían importantes partidarios en Moscú, incluido el vicepresidente Alexander Rutskoy y el portavoz checheno del soviet supremo ruso, Ruslan Khasbulatov.
Después de la erupción del conflicto armado, las unidades paramilitares separatistas de Abjasia, junto con sus partidarios políticos, huyeron a Gudauta desde donde obtuvieron una cantidad significativa de ayuda militar y financiera. En Gudauta, la base del ejército ruso albergó y entrenó a unidades paramilitares abjasias y proporcionó protección al líder de los separatistas abjasios, Vladislav Ardzinba. El alto nivel de corrupción en el ejército ruso también contribuyó a la filtración de armas rusas a ambos lados.
Desde el comienzo de las hostilidades, los soviéticos hicieron un llamamiento a ambas partes para que negociaran y promovieran varios alto el fuego, que en su mayoría resultaron ineficaces (la parte abjasia emprendió la ofensiva de Sujumi en violación del acuerdo de alto el fuego anterior). Por otro lado, el ejército ruso ofreció protección a los destacamentos abjasios en retirada durante la ofensiva georgiana del verano de 1992. En noviembre de 1992, la Fuerza Aérea Rusa realizó fuertes ataques aéreos contra las aldeas y ciudades en Abjasia, predominantemente pobladas por georgianos. En respuesta, el Ministerio de Defensa georgiano acusó a Rusia por primera vez en público de preparar una guerra contra Georgia en Abjasia. Esto llevó a los ataques georgianos contra objetivos bajo el control de Rusia y Abjasia y la represalia de las fuerzas rusas.
La actitud de los soviéticos comenzó a inclinarse más hacia el lado abjasio, después de que un helicóptero ruso MI-8 (que transportaba ayuda humanitaria) fue derribado por las fuerzas georgianas el 27 de octubre, lo que provocó represalias de las fuerzas rusas. El 14 de diciembre de 1992, el ejército ruso sufrió la pérdida de otro helicóptero militar, transportando a los evacuados de Tkvarcheli, lo que provocó entre 52 y 64 muertes (incluidos 25 niños). Aunque las autoridades georgianas negaron cualquier responsabilidad, muchos creyeron que el helicóptero fue derribado por las fuerzas georgianas. El 16 de diciembre, el gobierno de Georgia solicitó a los rusos que evacuaran a sus nacionales de Abjasia por otras rutas, principalmente el Mar Negro, pero también que limitaran el número de misiones realizadas desde Gudauta, la principal base aérea rusa en el área. La ciudad de Tkvarcheli había sido asediada por fuerzas georgianas y su población (principalmente abjasia, georgiana y rusa) sufrió una grave crisis humanitaria. Los helicópteros militares rusos suministraron alimentos y medicinas a la ciudad y movilizaron a combatientes entrenados en Rusia para defender la ciudad.
Human Rights Watch afirmó: "Aunque el gobierno ruso continuó declarándose oficialmente neutral en la guerra, partes de la opinión pública rusa y un grupo significativo en el parlamento, principalmente nacionalistas rusos, que nunca habían sido favorables hacia los georgianos, comenzaron a inclínarse hacia el lado abjasio desde al menos diciembre". Durante este período, el lado abjasio obtuvo una gran cantidad de armaduras, tanques (T-72 y T-80) y artillería pesada. La pregunta sigue siendo si hubo órdenes específicas con respecto a la transferencia de armas al lado abjasio y, de ser así, a quiénes emitieron. Los guardias fronterizos rusos permitieron a los combatientes chechenos liderados por Shamil Basayev cruzar a Abjasia o al menos no hicieron nada para evitar que llegaran a la zona de conflicto. El ministro de defensa en el gobierno secesionista y uno de los principales organizadores de las unidades armadas abjasias fue el oficial militar ruso profesional Sultan Sosnaliyev de la República Kabardino-Balkaria.
El ejemplo más obvio del apoyo ruso soviético a la parte abjasia en 1993 fue el bombardeo de Sujumi, defendido por Georgia, por bombarderos rusos. El ministro de Defensa ruso, Pavel Grachev, lo negó sistemáticamente, pero después de que los georgianos lograron derribar un bombardero Su-27 y los expertos de la ONU identificaron al piloto muerto como ruso, se volvió irrefutable. Sin embargo, algunos equipos fueron entregados a Georgia de acuerdo con los acuerdos anteriores en 1993. El general ruso Grachev afirmó que el lado georgiano había pintado el avión para parecerse a un avión de la Fuerza Aérea de Rusia y había bombardeado sus propias posiciones, matando a cientos de personas en Eshera y Sujumi.
El periodista ruso Dmitry Kholodov, quien ha sido testigo del bombardeo ruso de Sujumi, escribió un par de informes de compilación con una descripción detallada de la catástrofe humanitaria

"El bombardeo de Sujumi por parte de los rusos es lo más desagradable de esta guerra. Todos los residentes de Sujumi recuerdan el primer bombardeo. Tuvo lugar el 2 de diciembre de 1992. El primer cohete cayó en la calle Peace. Golpearon en lugares muy concurridos. El siguiente "El objetivo era el mercado de la ciudad, que fue golpeado con gran precisión. Dieciocho personas fueron asesinadas ese día. Siempre había mucha gente en el mercado."
Dmitry Kholodov

Kholodov también informó sobre los voluntarios rusos luchando en el lado separatista:

"Los rusos también están luchando allí. A menudo escuchamos a los guardias georgianos cómo atacaban los mercenarios rusos: es un espectáculo espeluznante: tienen cascos y chaquetas firmes y a prueba de balas, y sus piernas también tienen armadura. Avanzan con sus cabezas inclinadas, como robots listos para matar. No sirve de nada dispararles. No se necesitan tanques, los sigue los abjasios."
Dmitry Kholodov

El 25 de febrero, el Parlamento georgiano apeló ante la ONU, el Consejo Europeo y el Consejo Supremo de la Federación Rusa exigiendo la retirada de las fuerzas rusas de Abjasia y afirmando que Rusia emprendió "una guerra no declarada" contra Georgia.
El Parlamento georgiano adoptó otra resolución el 28 de abril de 1993, que culpó abiertamente a Rusia en la facilitación política de la limpieza étnica y el genocidio contra los georgianos.
La política rusa durante la batalla final por Sujumi en septiembre de 1993, inmediatamente después de la violación del alto el fuego por las fuerzas abjasias, pareció seguir varias líneas. Los funcionarios rusos condenaron el ataque, hicieron llamamientos a las fuerzas abjasias para que cesaran la ofensiva y sus violaciones a los derechos humanos que los acompañaban y, según informes, interrumpieron el servicio de electricidad y telefonía a partes de Abjasia de septiembre a diciembre de 1993. Rusia también apoyó resoluciones en el Consejo de Seguridad que condenan a las fuerzas abjasias por violar el alto el fuego. Al mismo tiempo, el gobierno ruso criticó al gobierno de Georgia por negarse, una vez que el ataque estaba en marcha, a negociar. Como señala el informe de Human Rights Watch, "es dudoso, sin embargo, que las fuerzas rusas en o cerca de Abjasia estaban tan sorprendidas como parecía estarlo el gobierno ruso. El inicio de una ofensiva tan grande como la emprendida, en tres direcciones diferentes a la vez, debe haber requirió un amplio movimiento de fuerzas y reabastecimiento durante los días previos a ello". Las fuerzas rusas en la frontera entre Georgia y Abjasia, que se suponía que debían vigilar el alto el fuego, no intentaron impedir el ataque. Las armas abjasias se almacenaron cerca del frente y la misión militar rusa las devolvió a Abjasia cuando se reiniciaron las hostilidades. Ataman Nikolay Puskocomandante de unos 1,500 voluntarios cosacos que luchaban contra los georgianos en Abjasia, más tarde afirmó que su sotnia fue el primero en entrar en Sujumi. Pusko y otros dos ataneses cosacos en Abjasia, Mijaíl Vasiliyev y Valery Goloborodko, todos murieron en circunstancias poco claras desde 1993 hasta 1994.
En un artículo de la revista Time publicado el 4 de octubre de 1993, los georgianos dijeron que los oficiales del ejército ruso proporcionaron a los separatistas abjasios, al principio usando simples rifles de caza y escopetas, con armas sofisticadas como los lanzacohetes múltiples BM-21 y el avión Sukhoi Su-25, más inteligencia del campo de batalla.

#### Acciones humanitarias
Al comienzo del conflicto (agosto de 1992), Rusia evacuó a muchas personas de los centros turísticos de Abjasia a través de la flota del Mar Negro y la Fuerza Aérea Rusa. A medida que avanzaba la guerra, Rusia comenzó a suministrar ayuda humanitaria a ambas partes, y también negoció numerosos acuerdos relativos al intercambio de prisioneros de guerra. En el curso de la guerra, los esfuerzos humanitarios rusos se centraron principalmente en la ciudad de Tkvarcheli, que tenía una gran población étnica rusa y fue asediada por las fuerzas georgianas. Las minas terrestres instaladas a lo largo de la carretera de montaña a esta ciudad hicieron de los helicópteros rusos el único medio seguro de transporte hacia ella. Sin embargo, la marina rusa también evacuó a decenas de miles de civiles georgianos, después de la caída de Gagra (octubre de 1992) y Sujumi (septiembre de 1993) a las fuerzas separatistas.

### Resultados
Georgia perdió efectivamente el control sobre Abjazia y esta última se estableció como un territorio independiente de facto. Las relaciones entre Rusia y Abjasia mejoraron a fines de la década de 1990 y se levantó el bloqueo económico de Abjasia. Las leyes también se aprobaron permitiendo a otros países formar parte de la Federación Rusa, lo que fue interpretado por algunos como una oferta a Abjasia y otros países no reconocidos de la antigua Unión Soviética.

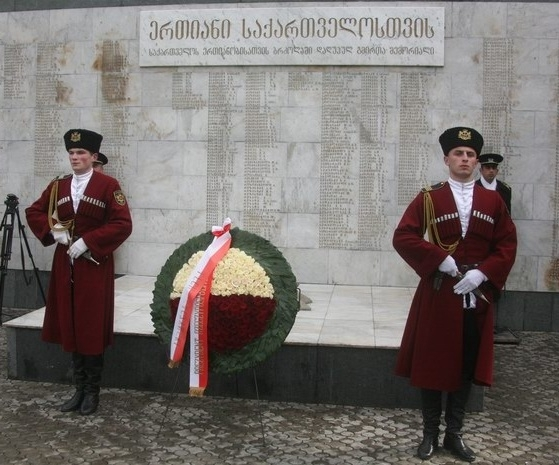
"Monumento a los héroes, que cayeron luchando por la integridad territorial de Georgia", Tbilisi

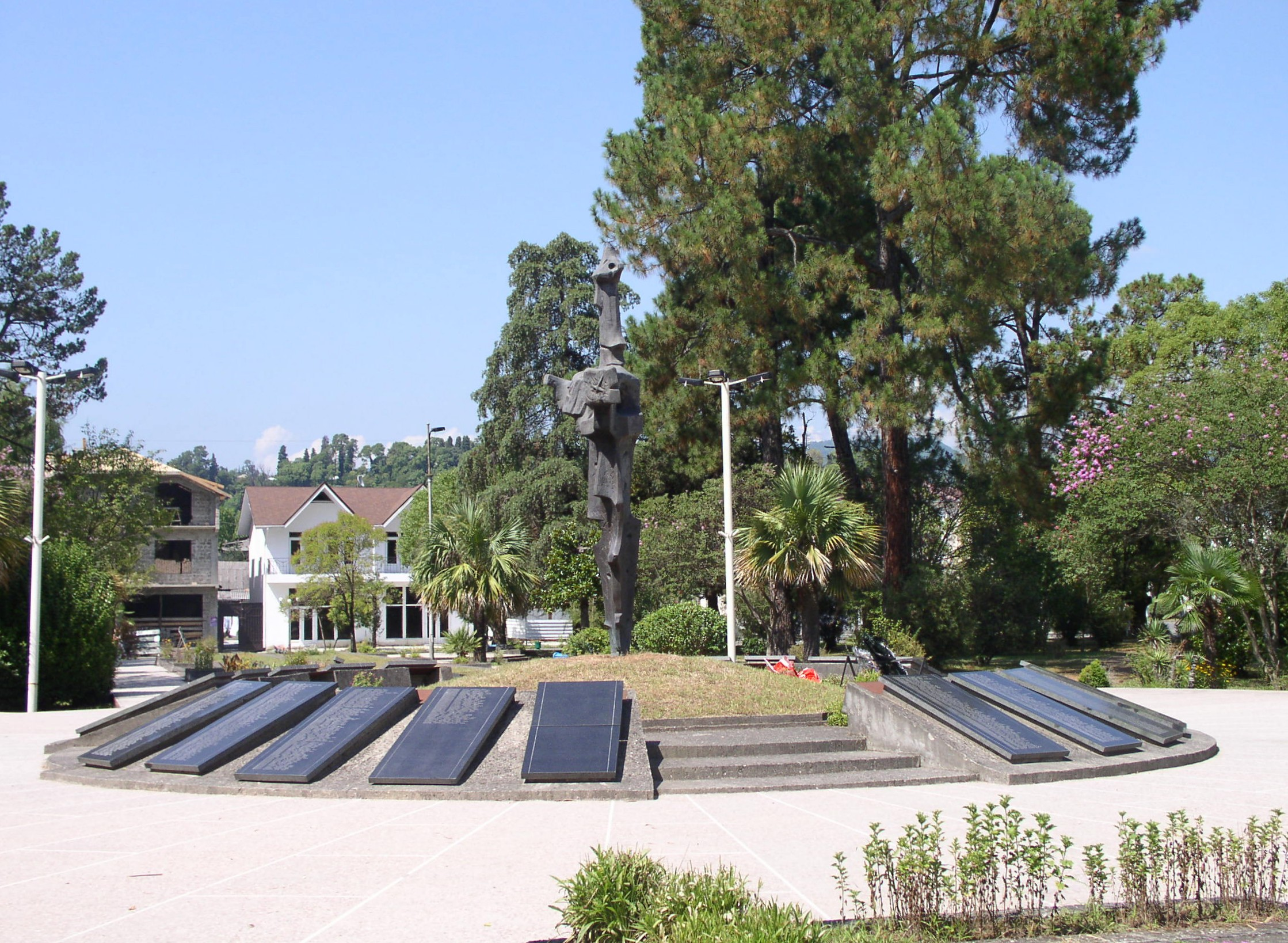
Los nombres de las tropas de Abjasia y sus aliados muertos en acción durante la guerra están inscritos en el monumento "Callejón de la Gloria" en Sujumi

Georgia afirmó que el ejército y la inteligencia rusos contribuyeron decisivamente a la derrota georgiana en la guerra abjasia y consideraron este conflicto (junto con la guerra civil georgiana y la guerra de Osetia del Sur) como uno de los intentos de Rusia de restaurar su influencia en el área postsoviética.
Al final de la guerra, el ministro de Relaciones Exteriores ruso, Andrey Kozyrev, dijo en la Asamblea General de la ONU: "Rusia se da cuenta de que ninguna organización internacional o grupo de estados puede reemplazar nuestros esfuerzos de mantenimiento de la paz en este espacio post-soviético específico."
Una amplia gama de opiniones sobre la política rusa con respecto a Georgia y Abjasia se expresó en los medios y el parlamento. Leonid Radzikhovsky, un analista político y periodista independiente, escribió que ganar nuevos territorios es lo último que necesita Rusia y comparó el apoyo de separatistas extranjeros con arrojar piedras a los vecinos, mientras viven en la casa de cristal.
Profesor de Oxford S.N. MacFarlane, notas sobre el tema de la mediación rusa en Abjasia:

"Cabe destacar que está claro que los responsables de la política rusos están incómodos con la idea de que se otorgue un papel prominente a los actores externos para enfrentar el conflicto en el antiguo espacio soviético. Más recientemente, esto se ha extendido específicamente a las actividades de las organizaciones internacionales en la gestión de conflictos. Como lo expresaron un grupo de influyentes comentaristas y responsables de la política exterior rusos en mayo de 1996, definitivamente no le interesa a Rusia ver la mediación externa y las operaciones de mantenimiento de la paz en el territorio de la antigua Unión Soviética. "Rusia tiene claras aspiraciones hegemónicas en el antiguo espacio soviético. Aunque se expresa una amplia gama de opiniones sobre la política rusa en los estados recientemente independientes en los medios y en el parlamento, parece haber surgido un consenso dominante entre los influyentes de la política exterior sobre la necesidad de Presencia e influencia activa en el área. Tales opiniones se han expresado ampliamente en declaraciones oficiales, influyentes declaraciones de grupos políticos independientes y asesores del presidente, personalidades políticas influyentes y el propio presidente. El componente hegemónico de la política rusa en el extranjero cercano es evidente en sus esfuerzos por restablecer el control ruso sobre las fronteras externas de la antigua Unión Soviética, retomar el control sobre la red de defensa aérea soviética, obtener acuerdos sobre la base de las fuerzas rusas en las repúblicas no rusas y por su evidente sensibilidad a las presencias militares externas (incluidos los multilaterales) en el suelo de la antigua Unión Soviética. A juzgar por la política rusa en el desarrollo energético del Mar Caspio y Asia Central, se extiende más allá del ámbito político / de seguridad y hacia el económico. Sus fuentes son diversas e incluyen la resaca imperial rusa, pero más prácticamente el destino de la diáspora rusa, la falta de defensas desarrolladas a lo largo de las fronteras de la Federación Rusa, la preocupación por el Islam y la incomodidad por los efectos de la inestabilidad en el país en otras repúblicas."
Profesor MacFarlane

El 28 de agosto, el senador Richard Lugar, que luego visitó Tbilisi, la capital de Georgia, se unió a los políticos georgianos que criticaban la misión rusa de mantenimiento de la paz, afirmando que "el gobierno de Estados Unidos apoya la insistencia del gobierno de Georgia en la retirada de los pacificadores rusos de las zonas de conflicto en Abjasia y el distrito de Tskhinvali."

## Mediación del conflicto
Durante la guerra, la mediación fue hecha primero por Rusia y luego por la ONU. A partir de 1993, la presión por un acuerdo de paz se incrementó desde la ONU, Rusia y el entonces Grupo de Amigos de Georgia (Rusia, EE. UU., Francia, Alemania y Reino Unido). En diciembre de 1993, los líderes georgianos y abjasios firmaron un alto el fuego bajo la égida de la ONU y con Rusia como intermediario. Los lugares cambiaron de Ginebra a Nueva York y finalmente a Moscú. El 4 de abril de 1994 se firmó en Moscú la "declaración sobre medidas para una solución política del conflicto entre Georgia y Abjasia". En lugar del despliegue de una fuerza de paz de la ONU, se acordó en Moscú el 14 de mayo de 1994. En junio de 1994, las fuerzas de paz de la CEI que incluían solo a soldados rusos se desplegaron a lo largo de la frontera administrativa entre Abjasia y el resto de Georgia. La misión de la ONU (UNOMIG) también llegó. Sin embargo, esto no pudo evitar nuevas atrocidades contra los georgianos en los años siguientes (el gobierno de Georgia ha reportado alrededor de 1.500 muertes en el período de posguerra). El 14 de septiembre de 1994, los líderes abjasios aparecieron en la televisión local para exigir que todos los étnicos georgianos se fueran de la región antes del 27 de septiembre (el aniversario de la captura de Sujumi). El 30 de noviembre de 1994, Abjasia promulgó una nueva constitución que declara la independencia de la región separatista. Sin embargo, ninguno de los gobiernos extranjeros reconoció esto. El 15 de diciembre de 1994, el Departamento de Estado de los Estados Unidos condenó la declaración de independencia de Abjasia. El 21 de marzo de 1995, el Alto Comisionado de las Naciones Unidas para los Refugiados acusó a las milicias abjasias de torturar y asesinar a decenas de refugiados georgianos que regresaban en el distrito de Gali. A pesar de un bloqueo económico oficial impuesto a Abjasia por Rusia y la CEI en 1995 (prácticamente finalizado por el gobierno ruso en 1997), la región separatista ha estado recibiendo apoyo militar y económico por parte de Rusia.

### Implicación de la ONU
La Misión de Observadores de las Naciones Unidas en Georgia (UNOMIG) se estableció en 1993 para monitorear el alto el fuego y luego se amplió para observar el funcionamiento de las fuerzas de paz de la CEI. La Organización para la Seguridad en Europa (OSCE) y otras organizaciones internacionales también participan en el monitoreo de los desarrollos. Las negociaciones hacia un acuerdo de paz permanente han avanzado poco, pero los gobiernos de Georgia y Abjasia han acordado limitar el tamaño de sus fuerzas militares y extender la autorización a la UNOMIG. Mientras tanto, los refugiados georgianos mantienen un gobierno en el exilio.

## Armas
Ambas partes durante el conflicto estaban principalmente equipadas con armamento soviético, se pensaba que las fuerzas georgianas tenían muchas más armas pesadas al comienzo de la guerra, las fuerzas abjasias adquirieron muchas armas avanzadas de Rusia y al final de la guerra tenían una ventaja decisiva en el armamento, empleando muchos SAM y MANPAT, mientras tanto, las fuerzas georgianas tenían problemas con el suministro de armas y equipos necesarios para las fuerzas en Abjasia, principalmente porque no había apoyo extranjero y dificultades para adquirir armas del extranjero.
| Tipo                | Fuerzas Georgianas | Fuerzas rusas y abjasias |
| ------------------- | --- | --- |
| AFVs                | T-55, T-55SOY2 | T-54/T-55, T-72M, T-72B |
| APCs/IFVs           | BTR-152, BTR-60, BTR-70, BTR-80, BRDM-2, MT-LB, BMP-1, BMP-2 | BTR-70, BTR-80, BMP-1, BMP-2, BMP-2D, BTR-D, BMD-1, BMD-2, BRDM-2 |
| Artillería          | D-30 (2Un18) Howitzer, 152 mm cañón howitzer M1955 (D-20), 2S1 Gvozdika, 2S3 Akatsiya, BM-21, BM-27 | D-30 (2Un18) Howitzer, 152 mm howitzer 2Un65, 152 mm pistola 2Un36, 2S1 Gvozdika, 2S3 Akatsiya, 2S19 Msta, 2S9 Nona, BM-21, BM-27 |
| Aeronaves           | Sukhoi Su-25, Sukhoi Su-25UB, Yakovlev Yak-52, Un-2 | Mikoyan MiG-29, Sukhoi Su-27, Sukhoi Su-25, Sukhoi Su-22M3, Aero L-39 Albatros, Yakovlev Yak-52 |
| Helicópteros        | Mil Mi-24, Mil Mi-8, Mil Mi-2 | Mil Mi-24, Mil Mi-8, Mil Mi-17, Mil Mi-26, Mil Mi-6 |
| AAW                 | SA-3 Goa, SA-2 Directriz, ZU-23-2, AZP S-60, 9K32 Strela-2, 9K34 Strela-3 | SA-3 Goa, 9K35 Strela-10, sistema de misiles Buk , 2K22 Tunguska, ZSU-23-4, ZU-23-2, AZP S-60, 9K32 Strela-2, 9K34 Strela-3, 9K38 Igla |
| Armas antitanque    | RPG-7, RPG-18, RPG-22, SPG-9, 9M14 Malyutka | RPG-7, RPG-16, RPG-18, RPG-22, RPG-26, SPG-9, 9K111 Fagot, 9M113 Konkurs, 9K115 Metis |
| Armas de infantería | Mosin–Nagant, AK-47, AKM, AK-74, PM md. 63, PA md. 86, Norinco CQ, RPK, RPK-74, DP-28, ametralladora PK, SVD, PPSh-41, MP-40, TT-33, Makarov PM, Stechkin APS, Nagant M1895, F1 grenade, RGD-5 grenade, granada antitanque RPG-43, granada antitanque RKG-3, DShK, ametralladora NSV | SKS, AK-47, AKM, AK-74, AK-74M, RPK, RPK-74, ametralladora RPD, ametralladora PK, SVD, PPSh-41, TT-33, Makarov PM, Stechkin APS, PSM Pistol, F1 grenade, granada RGD-5, granadas de mano RGN, granadas antitanque RKG-3, DShK, ametralladora NSV |

## Consecuencias del conflicto
El conflicto armado de 1992 - 1993, según los datos publicados, se cobró la vida de 4 mil georgianos y abjasios (más de mil desaparecidos). Las pérdidas económicas de la autonomía ascendieron a 10.700 millones de dólares. Hay una gran cantidad de minas en el territorio de la república que mataron a unas 700 personas .
Aproximadamente 250 mil georgianos (casi la mitad de la población de Abjasia) fueron obligados a huir de Abjasia, de los 50 mil 30 mil repatriados durante 1994–97 huyeron a Georgia nuevamente después de los acontecimientos de 1998. Relaciones inestables entre la República de Abjasia y Georgia, la presencia de miles de refugiados georgianos de Abjasia en Georgia son una fuente constante de tensión en el sur del Cáucaso.

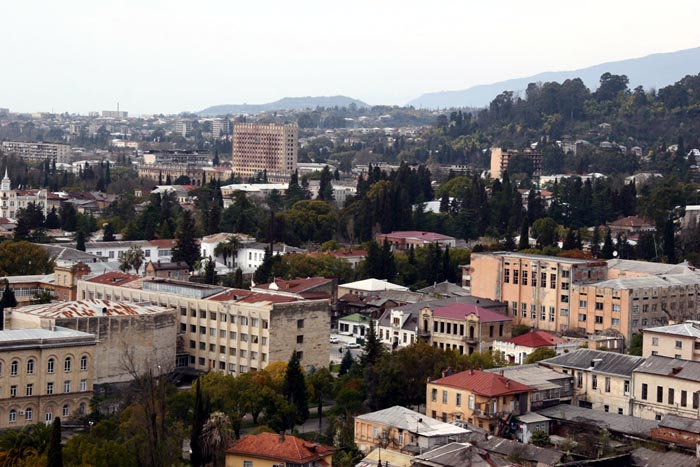
En el fondo edificio del gobierno abjasio en Sujumi, 2006

Durante los siguientes cinco años del final del conflicto, Abjasia permaneció en condiciones de un bloqueo económico tanto por parte de Georgia como de Rusia. Sin embargo (en especial con la llegada al poder de Vladímir Putin), Rusia, contrariamente a la decisión de la cumbre de la CEI que prohibió cualquier contacto con la República de Abjasia, comenzó a restablecer gradualmente los vínculos económicos y de transporte transfronterizos con Abjasia. Las autoridades rusas afirmaron que todos los contactos entre Rusia y Abjasia se llevaron a cabo a nivel privado, no estatal. El liderazgo georgiano consideró las acciones tomadas por Rusia una aprobación del régimen separatista. El apoyo sustancial del régimen separatista, en opinión de Georgia y muchos miembros de la comunidad internacional, fue el pago de las pensiones rusas y los beneficios para la población de Abjasia en el marco del intercambio de pasaportes soviéticos.
A principios de septiembre de 2004, se reanudó el tráfico ferroviario en la ruta Sujumi - Moscú , que se interrumpió en 1992 . Para restaurar la vía a Abjasia, se entregó equipo especial de Rostov-on-Don, incluyendo 105 km de vías férreas, más de 10 km de túneles fueron restaurados.
A fines de septiembre de 2004, se estableció un servicio regular de autobuses entre Sochi y Sujumi. Al mismo tiempo, la frontera ruso-georgiana en la carretera militar georgiana , por el contrario, se cerró durante un tiempo después del ataque terrorista en Beslan.
El 26 de agosto de 2008, la Federación de Rusia reconoció oficialmente la independencia de la República de Abjasia y estableció relaciones diplomáticas con ella.

## Lectura adicional
- Chervonnaia, Svetlana Mikhailovna. Conflicto en el Caucasus: Georgia, Abkhazia y la Sombra rusa. Publicaciones de Imagen gótica, 1994.
- Andersen, Andrew. "Rusia Versus Georgia: Uno Undeclared Guerra en el Caucasus.", Young Expertos' Pensar Tanque (YETT)
- Blair, Heather. Conflicto étnico como Herramienta de Influencia Exterior: Un Examen de Abkhazia y Kosovo., Young Expertos' Pensar Tanque (YETT)
- McCallion, Amy. Abkhazian Separatism, Young Expertos' Pensar Tanque (YETT)
- Lynch, Dov, El Conflicto en Abkhazia: Dilemas en rusos 'Peacekeeping' Política. Instituto real de Asuntos Internacionales, febrero de 1998.
- MacFarlane, S., N., “En las líneas de frente en el cercanos en el extranjero: el CIS y la OSCE en Georgia' s guerras civiles”, Tercer Mundiales Trimestrales, Vol 18, Ningún 3, pp 509@– 525, 1997.
- Marshania L., Tragedia de Abkhazia Moscú, 1996
- Libro blanco de Abkhazia. 1992@–1993 Documentos, Materiales, Evidencias. Moscú, 1993.